# Max Bense
Max Bense (Strasburgo, 7 febbraio 1910 – Stoccarda, 29 aprile 1990) è stato un filosofo e scrittore tedesco.
Noto per il suo lavoro nella filosofia della scienza, nella logica, nell'estetica e nella semiotica, i suoi pensieri combinano scienze naturali, arte e filosofia, seguendo una definizione della realtà, che, influenzata dal razionalismo esistenziale, è in grado di eliminare la separazione tra discipline umanistiche e scienze naturali.

## Opere
- Raum und Ich. Eine Philosophie über den Raum. Luken & Luken, Berlino, 1934
- Aufstand des Geistes. Eine Verteidigung der Erkenntnis. Deutsche Verlags-Anstalt, Stoccarda, 1935
- Anti-Klages oder Von der Würde des Menschen. Widerstands-Verlag (Anna Niekisch), Berlino, 1937
- Kierkegaard-Brevier. Insel, Lepanto, 1937
- Quantenmechanik und Daseinsrelativität. Eine Untersuchung über die Prinzipien der Quantenmechanik und ihre Beziehung zu Schelers Lehre von der Daseinsrelativität der Gegenstandsarten. Welzel, Colonia, 1938
- Vom Wesen deutscher Denker oder Zwischen Kritik und Imperativ. Oldenbourg, Monaco/Berlino, 1938
- Die abendländische Leidenschaft oder Zur Kritik der Existenz. Oldenbourg, Monaco/Berlino, 1938
- Geist der Mathematik. Abschnitte aus der Philosophie der Arithmetik und Geometrie. Oldenbourg, Monaco/Berlino, 1939
- Aus der Philosophie der Gegenwart. Staufen, Colonia, 1940
- Einleitung in die Philosophie. Eine Einübung des Geistes. Oldenbourg, Monaco, 1941
- Sören Kierkegaard. Leben im Geist. Hoffmann und Campe, Amburgo, 1942
- Physikalische Welträtsel. Ein Buch von Atomen, Kernen, Strahlen und Zellen. Staufen, Colonia, 1942
- Briefe großer Naturforscher und Mathematiker. Staufen, Colonia, 1943
- Das Leben der Mathematiker. Bilder aus der Geistesgeschichte der Mathematik. Staufen, Colonia, 1944
- Über Leibniz. Leibniz und seine Ideologie. Der geistige Mensch und die Technik. Rauch, Jena 1946
- Konturen einer Geistesgeschichte der Mathematik. Die Mathematik und die Wissenschaften. (2 volumes) Claassen & Goverts, Amburgo, 1946-1949
- Philosophie als Forschung. Staufen, Colonia, 1947
- Umgang mit Philosophen. Essays. Staufen, Colonia, 1947
- Hegel und Kierkegaard. Eine prinzipielle Untersuchung. Staufen, Colonia, 1948
- Von der Verborgenheit des Geistes. Habel, Berlino, 1948
- Was ist Existenzphilosophie?. Butzon & Bercker, Kevelaer 1949
- Moderne Naturphilosophie. Butzon & Bercker, Kevelaer 1949
- Technische Existenz. Essays. Deutsche Verlags-Anstalt, Stoccarda, 1949
- Geschichte der Wissenschaften in Tabellen. Butzon&Bercker, Kevelaer 1949
- Literaturmetaphysik. Der Schriftsteller in der technischen Welt. Deutsche Verlags-Anstalt, Stoccarda, 1950
- Ptolemäer und Mauretanier oder Die theologische Emigration der deutschen Literatur. Kiepenheuer & Witsch, Colonia/Berlino, 1950
- Was ist Elektrizität? Butzon & Bercker, Kevelaer 1950
- Die Philosophie. Suhrkamp, Francoforte, 1951
- Plakatwelt. Vier Essays. Deutsche Verlags-Anstalt, Stoccarda, 1952
- Die Theorie Kafkas. Kiepenheuer & Witsch, Colonia/Berlino 1952
- Der Begriff der Naturphilosophie. Deutsche Verlags-Anstalt, Stoccarda, 1953
- Aesthetica (I). Metaphysische Beobachtungen am Schönen. Deutsche Verlags-Anstalt, Stoccarda, 1954
- Descartes und die Folgen (I). Ein aktueller Traktat. Agis, Krefeld/Baden-Baden 1955
- Aesthetica (II). Aesthetische Information. Agis, Baden-Baden 1956
- Rationalismus und Sensibilität. Präsentationen. (Mit Elisabeth Walther) Agis, Krefeld/Baden-Baden 1956
- Aesthetica (III). Ästhetik und Zivilisation. Theorie der ästhetischen Zivilisation. Agis, Krefeld/Baden-Baden 1958
- Kunst und Intelligenz als Problem der Moderne. Kulturamt, Dortmund 1959
- Aesthetica (IV). Programmierung des Schönen. Allgemeine Texttheorie und Textästhetik. Agis, Krefeld/Baden-Baden 1960
- Grignan-Serie. Beschreibung einer Landschaft. Der Augenblick, Stuttgart 1960
- Descartes und die Folgen (II). Ein Geräusch in der Straße. Agis, Krefeld/Baden-Baden 1960
- Die Idee der Politik in der technischen Welt. Kulturamt, Dortmund 1960
- aprèsfiche für uns hier und für andere von Max Bense. Werbung für „Rheinlandschaft“. Burkhardt, Stuttgart 1961
- Bestandteile des Vorüber. Dünnschliffe Mischtexte Montagen. Kiepenheuer & Witsch, Cologne 1961
- Rosenschuttplatz. (With Clytus Gottwald) Mayer, Stuttgart 1961
- Reste eines Gesichtes. (With Karl-Georg Pfahler). Mayer, Stuttgart 1961
- Entwurf einer Rheinlandschaft. Kiepenheuer & Witsch, Cologne/Berlin 1962
- theorie der texte. Eine Einführung in neuere Auffassungen und Methoden. Kiepenheuer & Witsch, Cologne 1962
- Die präzisen Vergnügen. Versuche und Modelle. Limes, Wiesbaden 1964
- Aesthetica. Einführung in die neue Aesthetik. Agis, Baden-Baden 1965
- Zufällige Wortereignisse. Mayer, Stuttgart 1965
- Brasilianische Intelligenz. Eine cartesianische Reflexion. Limes, Wiesbaden 1965
- jetzt. Mayer, Stuttgart 1965
- tallose berge. Mayer, Stuttgart 1965
- Ungehorsam der Ideen. Abschließender Traktat über Intelligenz und technische Welt. Kiepenheuer & Witsch, Cologne/Berlin 1965
- zusammenfassende grundlegung moderner ästhetik. galerie press, St. Gallen 1966
- Epische Studie zu einem epikureischen Doppelspiel. Hake, Cologne 1967
- Die Zerstörung des Durstes durch Wasser. Einer Liebesgeschichte zufälliges Textereignis. Kiepenheuer & Witsch, Cologne 1967
- Semiotik. Allgemeine Theorie der Zeichen. Agis, Baden-Baden 1967
- kleine abstrakte ästhetik. edition rot, Stuttgart 1969
- Einführung in die informationstheoretische Ästhetik. Grundlegung und Anwendung in der Texttheorie. Rowohlt, Reinbek 1969
- Der Monolog der Terry Jo. (With Ludwig Harig) In: Klaus Schöning (Ed.): Neues Hörspiel. Texte. Partituren. Suhrkamp, Frankfurt/Main 1969, pp. 59–91
- Artistik und Engagement. Präsentation ästhetischer Objekte. Kiepenheuer & Witsch, Cologne 1970
- Existenzmitteilung aus San Franzisko. Hake, Cologne 1970
- nur glas ist wie glas. werbetexte. Fietkau, Berlin 1970
- Die Realität der Literatur. Autoren und ihre Texte. Kiepenheuer & Witsch, Cologne 1971
- Zeichen und Design. Semiotische Ästhetik. Agis, Baden-Baden 1971
- Wörterbuch der Semiotik. (With Elisabeth Walther) Kiepenheuer & Witsch, Cologne 1973
- Semiotische Prozesse und Systeme in Wissenschaftstheorie und Design, Ästhetik und Mathematik. Semiotik vom höheren Standpunkt. Agis, Baden-Baden 1975
- Vermittlung der Realitäten. Semiotische Erkenntnistheorie. Agis, Baden-Baden 1976
- Das Auge Epikurs. Indirektes über Malerei. Deutsche Verlags-Anstalt, Stuttgart 1979
- Die Unwahrscheinlichkeit des Ästhetischen und die semiotische Konzeption der Kunst. Agis, Baden-Baden 1979
- Axiomatik und Semiotik in Mathematik und Naturerkenntnis. Agis, Baden-Baden 1981
- Zentrales und Occasionelles. Poetische Bemerkungen. Edition Künstlerhaus, Stuttgart 1981
- Das Universum der Zeichen. Essays über die Expansionen der Semiotik. Agis, Baden-Baden 1983
- Das graue Rot der Poesie. Gedichte. Agis, Baden-Baden 1983
- Kosmos Atheos. Gedichte. Agis, Baden-Baden 1985
- Repräsentation und Fundierung der Realitäten. Fazit semiotischer Perspektiven. Agis, Baden-Baden 1986
- Nacht-Euklidische Verstecke. Poetische Texte. Agis, Baden-Baden 1988
- Poetische Abstraktionen. Gedichte und Aphorismen. Manus Presse, Stuttgart 1990
- Der Mann, an den ich denke. Ein Fragment. (from his unpublished works, ed. by Elisabeth Walther) edition rot, Stuttgart 1991
- Die Eigenrealität der Zeichen. (from his unpublished works, ed. by Elisabeth Walther) Agis, Baden-Baden 1992